# Zodarion
Genre
Synonymes
- Argus Walckenaer, 1841 nec Bohadsch, 1761

Zodarion est un genre d'araignées aranéomorphes de la famille des Zodariidae.

## Distribution
Les espèces de ce genre se rencontrent en zone holarctique et en Inde.

## Liste des espèces
Selon World Spider Catalog (version 26, 18/06/2025) :
- Zodarion abantense Wunderlich, 1980
- Zodarion abnorme Denis, 1952
- Zodarion aculeatum Chyzer, 1897
- Zodarion aerium Simon, 1890
- Zodarion affine (Simon, 1870)
- Zodarion agricola Bouseksou & Abrous, 2021
- Zodarion alacre (Simon, 1870)
- Zodarion albipatellare Bosmans, 2009
- Zodarion alentejanum Pekár & Carvalho, 2011
- Zodarion algarvense Bosmans, 1994
- Zodarion algiricum (Lucas, 1846)
- Zodarion andalusiacum Jocqué, 1991
- Zodarion arabelae Bosmans, 2009
- Zodarion arachnaio Bosmans, 2009
- Zodarion atlanticum Pekár & Cardoso, 2005
- Zodarion atriceps (O. Pickard-Cambridge, 1872)
- Zodarion attikaense Wunderlich, 1980
- Zodarion aurorae Weiss, 1982
- Zodarion azrouense Bosmans & Benhalima, 2020
- Zodarion bacelarae Pekár, 2003
- Zodarion barbarae Bosmans, 2009
- Zodarion beroni Komnenov & Chatzaki, 2016
- Zodarion berryi Bosmans & Draney, 2018
- Zodarion beticum Denis, 1957
- Zodarion bicoloripes (Denis, 1959)
- Zodarion bifidum Shafaie & Pekár, 2025
- Zodarion bigaense Bosmans, Özkütük, Varli & Kunt, 2014
- Zodarion blagoevi Bosmans, 2009
- Zodarion bosmansi Pekár & Cardoso, 2005
- Zodarion bozdagense Coşar, 2021
- Zodarion buettikeri (Ono & Jocqué, 1986)
- Zodarion camillae Lecigne, 2025
- Zodarion caporiaccoi Roewer, 1942
- Zodarion caucasicum Dunin & Nenilin, 1987
- Zodarion cesari Pekár, 2011
- Zodarion christae Bosmans, 2009
- Zodarion confusum Denis, 1935
- Zodarion costablancae Bosmans, 1994
- Zodarion costapratae Pekár, 2011
- Zodarion couseransense Bosmans, 1997
- Zodarion crewsae Coşar, Danışman & Kunt, 2022
- Zodarion cyrenaicum Denis, 1935
- Zodarion danismani Coşar, 2021
- Zodarion deccanense (Tikader & Malhotra, 1976)
- Zodarion deltshevi Bosmans, 2009
- Zodarion diatretum Denis, 1935
- Zodarion dispar Denis, 1935
- Zodarion egens Denis, 1937
- Zodarion elegans (Simon, 1873)
- Zodarion emarginatum (Simon, 1873)
- Zodarion emilijae Deltshev & Naumova, 2022
- Zodarion epirense Brignoli, 1984
- Zodarion ericorum Bosmans, 2020
- Zodarion evvoia Bosmans, 2009
- Zodarion expers (O. Pickard-Cambridge, 1876)
- Zodarion extraneum Denis, 1935
- Zodarion fazanicum Denis, 1938
- Zodarion frenatum Simon, 1885
- Zodarion fulvonigrum (Simon, 1874)
- Zodarion fuscum (Simon, 1870)
- Zodarion gallicum (Simon, 1873)
- Zodarion gaziantepense Danışman & Coşar, 2021
- Zodarion germanicum (C. L. Koch, 1837)
- Zodarion geshur Levy, 2007
- Zodarion ghamizii Lecigne & Moutaouakil, 2025
- Zodarion gracilitibiale Denis, 1934
- Zodarion graecum (C. L. Koch, 1843)
- Zodarion granulatum Kulczyński, 1908
- Zodarion gregua Bosmans, 1994
- Zodarion guadianense Cardoso, 2003
- Zodarion hamatum Wiehle, 1964
- Zodarion hauseri Brignoli, 1984
- Zodarion immaculatum Denis, 1962
- Zodarion imroz Dimitrov, 2020
- Zodarion inderense (Ponomarev, 2007)
- Zodarion isabellinum (Simon, 1870)
- Zodarion italicum (Canestrini, 1868)
- Zodarion izmirense Danışman & Coşar, 2020
- Zodarion jansseni Bosmans, 2009
- Zodarion jeanclaudeledouxi Bosmans & Benhalima, 2020
- Zodarion jozefienae Bosmans, 1994
- Zodarion judaeorum Levy, 1992
- Zodarion kabylianum Denis, 1937
- Zodarion karpathos Bosmans, 2009
- Zodarion killini Bosmans, 2009
- Zodarion konradi Bosmans, 2009
- Zodarion korgei Wunderlich, 1980
- Zodarion kossamos Bosmans, 2009
- Zodarion kunti Coşar, Danışman & Yağmur, 2021
- Zodarion legrouni Lecigne & Lips, 2025
- Zodarion luctuosum (O. Pickard-Cambridge, 1872)
- Zodarion ludibundum Simon, 1914
- Zodarion lusitanicum Cardoso, 2003
- Zodarion lutipes (O. Pickard-Cambridge, 1872)
- Zodarion machadoi Denis, 1939
- Zodarion maculatum (Simon, 1870)
- Zodarion maghrebense Bosmans & Benhalima, 2020
- Zodarion mallorca Bosmans, 1994
- Zodarion marginiceps Simon, 1914
- Zodarion merlijni Bosmans, 1994
- Zodarion mesranense Bouragba & Bosmans, 2012
- Zodarion messiniense Bosmans, 2009
- Zodarion minutum Bosmans, 1994
- Zodarion modestum (Simon, 1870)
- Zodarion montesacrense Bosmans, 2019
- Zodarion morosoides Bosmans, 2009
- Zodarion morosum Denis, 1935
- Zodarion mostafai Benhalima & Bosmans, 2020
- Zodarion murphyorum Bosmans, 1994
- Zodarion musarum Brignoli, 1984
- Zodarion namrun Dimitrov, 2024
- Zodarion nesiotes Denis, 1965
- Zodarion nesiotoides Wunderlich, 1992
- Zodarion nigriceps (Simon, 1873)
- Zodarion nitidum (Audouin, 1826)
- Zodarion noordami Bosmans, 2009
- Zodarion ogeri Bosmans & Benhalima, 2020
- Zodarion ohridense Wunderlich, 1973
- Zodarion ovatum B. S. Zhang & F. Zhang, 2019
- Zodarion ozkutuki Coşar & Danışman, 2021
- Zodarion pacificum Bosmans, 2009
- Zodarion pallidum Denis, 1952
- Zodarion pantaleonii Bosmans & Pantini, 2019
- Zodarion petrobium Dunin & Zacharjan, 1991
- Zodarion pileolonotatum Denis, 1935
- Zodarion pirini Drensky, 1921
- Zodarion pseudoelegans Denis, 1934
- Zodarion pseudonigriceps Bosmans & Pantini, 2019
- Zodarion pusio Simon, 1914
- Zodarion pythium Denis, 1935
- Zodarion remotum Denis, 1935
- Zodarion reticulatum Kulczyński, 1908
- Zodarion rhodiense Caporiacco, 1948
- Zodarion robertbosmans Wunderlich, 2017
- Zodarion rubidum Simon, 1914
- Zodarion rudyi Bosmans, 1994
- Zodarion ruffoi Caporiacco, 1951
- Zodarion samos Bosmans, 2009
- Zodarion sanchezi Shafaie & Pekár, 2025
- Zodarion santorini Bosmans, 2009
- Zodarion sardum Bosmans, 1997
- Zodarion scutatum Wunderlich, 1980
- Zodarion segurense Bosmans, 1994
- Zodarion sharurense Zamani & Marusik, 2022
- Zodarion siirtense Coşar, 2021
- Zodarion simplex Jocqué, 2011
- Zodarion soror (Simon, 1873)
- Zodarion spinibarbis Wunderlich, 1973
- Zodarion styliferum (Simon, 1870)
- Zodarion sungar (Jocqué, 1991)
- Zodarion talyschicum Dunin & Nenilin, 1987
- Zodarion thoni Nosek, 1905
- Zodarion timidum (Simon, 1874)
- Zodarion trianguliferum Denis, 1952
- Zodarion tunetiacum Strand, 1906
- Zodarion turcicum Wunderlich, 1980
- Zodarion turkesi Coşar & Danışman, 2021
- Zodarion valentii Bosmans, Loverre & Addante, 2019
- Zodarion van Bosmans, 2009
- Zodarion vanimpei Bosmans, 1994
- Zodarion vankeerorum Bosmans, 2009
- Zodarion varoli Akpınar, 2016
- Zodarion vicinum Denis, 1935
- Zodarion viduum Denis, 1937
- Zodarion walsinghami Denis, 1937
- Zodarion weissi Deltshev & Naumova, 2022
- Zodarion wesolowskae Bosmans & Benhalima, 2020
- Zodarion yagmuri Coşar & Danışman, 2021
- Zodarion yemenense Jocqué & van Harten, 2015
- Zodarion yigitakcai Coşar & Danışman, 2024
- Zodarion zorba Bosmans, 2009

## Systématique et taxinomie
Ce genre a été décrit par Walckenaer en 1826.
Argus a été placé en synonymie par Bonnet en 1955.

## Publication originale
- Walckenaer, 1826 : « Aranéides. » Faune française ou histoire naturelle générale et particulière des animaux qui se trouvent en France, constamment ou passagèrement, à la surface du sol, dans les eaux qui le baignent et dans le littoral des mers qui le bornent par Viellot, Desmarrey, Ducrotoy, Audinet, Lepelletier et Walckenaer, Paris, livres 11-12, p. 1-96.